# Diocèse de Kongolo
Le diocèse de Kongolo est une juridiction de l'Église catholique au nord du Katanga en République démocratique du Congo.

## Histoire
La préfecture apostolique du Nord Katanga a été érigée le 30 juin 1911 à partir de territoires du vicariat apostolique du Congo belge et de la préfecture apostolique du Kasaï supérieur. 
Le 18 juin 1935, elle est promue au rang de vicariat apostolique, qui devient le 8 mars 1951 le vicariat apostolique de Kongolo. En 1956, le vicariat perd une partie de son territoire pour établir le vicariat apostolique de Kindu.
Le 10 novembre 1959, le vicariat est élevé au rang de diocèse, suffragant de l'archidiocèse d'Elisabethville. En 1966 et en 1971, le diocèse perd une partie de son territoire pour établir les diocèses de Kabinda et de Manono.

## Ordinaires

### Préfets apostolique du Nord Katanga
- Émile Callewaert, C.S.Sp. (1922 - 1922)
- Louis Lempereur, C.S.Sp. (1922 - 1930)
- Georges Joseph Haezaert, C.S.Sp. (19 février 1931 - 18 juin 1935), promu vicaire apostolique

### Vicaires apostoliques du Nord Katanga
- Georges Joseph Haezaert, C.S.Sp. (18 juin 1935 - 20 juillet 1949)
- Gustave Joseph Bouve, C.S.Sp. (31 mai 1950 - 8 mars 1951)

### Vicaire apostolique de Kongolo
- Gustave Joseph Bouve, C.S.Sp. (8 mars 1951 - 10 novembre 1959), promu évêque

### Évêques de Kongolo
- Gustave Joseph Bouve, C.S.Sp. (10 novembre 1959 - 1er septembre 1970)
- Jérôme Nday Kanyangu Lukundwe (16 janvier 1971 - 31 mars 2007), premier évêque d'origine congolaise
- Oscar Ngoy wa Mpanga, C.S.Sp. (depuis le 31 mars 2007)

## Statistiques
| année | baptisés | population | pourcentage | prêtres (total) | prêtres séculiers | prêtres réguliers | catholiques par prêtre | diacres | religieux | religieuses | paroisses |
| ----- | -------- | ---------- | ----------- | --------------- | ----------------- | ----------------- | ---------------------- | ------- | --------- | ----------- | --------- |
| 1950  | 44 058   | 254 000    | 17,3        | 47              | 2                 | 45                | 937                    |         | 57        | 33          | 11        |
| 1970  | 79 790   | 395 000    | 20,2        | 32              |                   | 32                | 2.493                  |         | 37        | 40          | 15        |
| 1980  | 79 280   | 340 000    | 23,3        | 39              | 23                | 16                | 2.032                  |         | 18        | 51          | 12        |
| 1990  | 107 689  | 444 000    | 24,3        | 30              | 15                | 15                | 3.589                  |         | 16        | 105         | 15        |
| 1997  | 133 838  | 564 000    | 23,7        | 41              | 37                | 4                 | 3.264                  |         | 7         | 115         | 14        |
| 2003  | 148 033  | 603 030    | 24,5        | 35              | 33                | 2                 | 4.229                  |         | 3         | 81          | 14        |
| 2004  | 135 350  | 700 000    | 19,3        | 38              | 35                | 3                 | 3.561                  |         | 5         | 73          | 14        |
| 2006  | 253 000  | 750 000    | 33,7        | 41              | 37                | 4                 | 6.170                  |         | 5         | 74          | 14        |
| 2013  | 304 000  | 902 000    | 33,7        | 48              | 46                | 2                 | 6.333                  |         | 4         | 52          | 17        |
| 2016  | 287 588  | 975 572    | 29,5        | 59              | 57                | 2                 | 4.874                  |         | 4         | 50          | 17        |
| 2019  | 301 950  | 1 307 700  | 23,1        | 74              | 71                | 3                 | 4.080                  |         | 4         | 48          | 18        |
| 2021  | 298 247  | 1 392 735  | 21,4        | 83              | 81                | 2                 | 3.593                  |         | 4         | 49          | 18        |

## Sources
- (en) Données sur Catholic-hierarchy.com